# وليام لاين ويلسون
وليام لاين ويلسون (بالإنجليزية: William Lyne Wilson)‏ (و. 1843 – 1900 م) هو سياسي، ومحام من الولايات المتحدة ولد في تشارلز تاون.
وهو عضو في ديمقراطي البوربون والحزب الديمقراطي الأمريكي. تم انتخاب ويلسون إلى الكونغرس في عام 1882 وخدم ستة فترات انتهت في عام 1895.
بعد رحيله عن مجلس النواب، تم تعيين ويلسون مديراً عاماً لبريد الولايات المتحدة من قبل الرئيس غروفر كليفلاند، وظل في هذا المنصب حتى عام 1897. وبعد تركه الخدمة الحكومية تم تعيين ويلسون رئيسًا لجامعة واشنطن ولي في لكسنجتون بولاية فرجينيا. .

## التعليم
تعلم في جامعة جورج واشنطن، وجامعة فرجينيا.